# آفتابگیر کلاه‌دار
آفتابگیر کلاه‌دار (نام علمی: Augastes lumachella) گونه‌ای کوچک از مرغ‌های مگس در تیرهٔ مگس‌مرغان و بومی ایالت باهیا در شرق برزیل است و تنها در ارتفاعات بالاتر در منطقه چاپادا دیامانتینا یافت می‌شود. این گونه از نظر جنسی دوریخت است. پرنده نر، سراسر بدنش به رنگ سبز برنزیِ رنگین‌کمانی است و آفتابگیرها و کناره‌های سرش سیاه است. پیشانی و گلویش به رنگ سبز درخشان است که در لبه پایینی به سبز مایل به آبی می‌رسد و با حاشیه‌ای باریک از سیاه دربر گرفته شده است. پرنده ماده، با تاج سبز و کناره‌های قهوه‌ای روی سرش برنزه‌تر است. گلوی او نسبت به نرها کم‌رنگ‌تر است و پیشانی‌اش بدون رنگین‌کمان است. هر دو جنس دم‌های قرمز و نوار سینه‌ای سفید و باریکی دارند، نرها یک لکهٔ طلایی-نارنجی درخشان در مرکز، در لبهٔ پایینی گلویشان دارند.

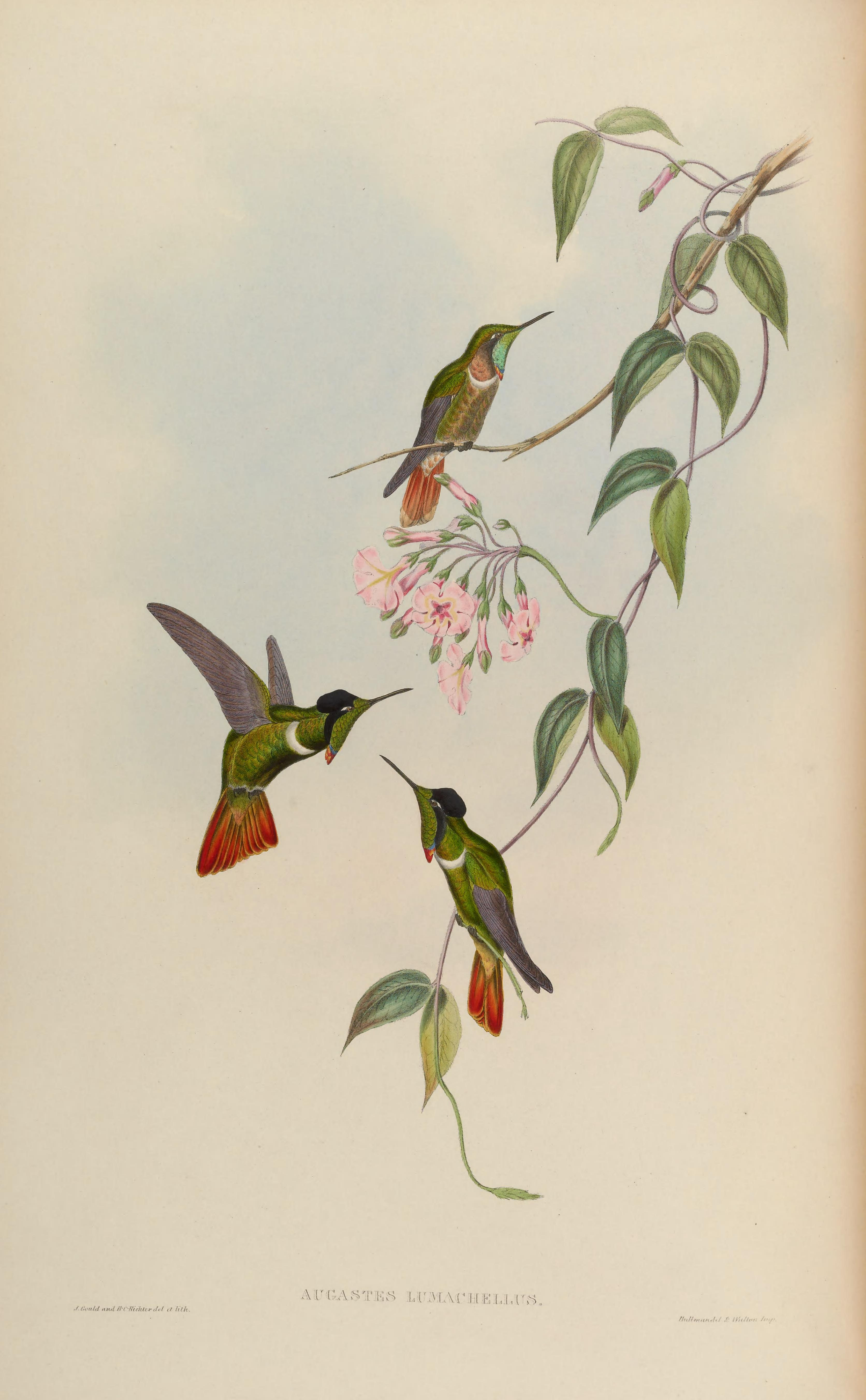
آفتابگیر کلاه‌دار (لیتوگرافی اثر هنری کنستانتین ریشتر (۱۸۲۱–۱۹۰۲) بر اساس ترسیم جان گولد (۱۸۰۴–۱۸۸۱))